# Luis Bernardo Honwana
Louis Bernardo Honwana, född 1942, är en moçambikisk författare. Han föddes i Maputo. Hans far arbetade som översättare för den portugisiska kolonialmakten i Moamba, en förstad till Maputo. Honwana arbetade extra som journalist under studietiden. Han satt tre år i fängelse för sina politiska aktiviteter. När han 1967 släpptes ur fängelset reste han till Lissabon, officiellt för att studera men egentligen för att arbeta för Frelimo. Han bodde i Schweiz, Algeriet och Tanzania.
Honwana är också filmskapare. Tillsammans med Murillo Sales gjorde han dokumentärfilmen "Estas São as Armas" vann pris vid filmfestivalen i Leipzig 1978. Han har arbetat många år för Frelimoregeringen, bland annat som sekreterare till landets premiärminister. Han har också varit Moçambiques kulturminister.

## Verk översatt till svenska
Svarta händer, 1980 (Nós matamos o cão tinhoso 1964)